# Canápolis (Minas Gerais)
Canápolis is een gemeente in de Braziliaanse deelstaat Minas Gerais. De gemeente telt 11 865 inwoners (schatting 2009).

## Aangrenzende gemeenten
De gemeente grenst aan Capinópolis, Centralina, Ituiutaba, Monte Alegre de Minas en Itumbiara (GO).